# Budakalász
Budakalász  este un oraș în districtul Szentendre, județul Pesta, Ungaria, având o populație de 10.044 de locuitori (2011). 

## Demografie
Componența etnică a orașului Budakalász
     Maghiari (92,92%)
     Germani (2,72%)
     Sârbi (1,07%)
     Necunoscut (1,8%)
     Alții (1,49%)
Componența confesională a orașului Budakalász
     Romano-catolici (36,63%)
     Fără religie (19%)
     Reformați (11,14%)
     Atei (2,41%)
     Luterani (1,53%)
     Greco-catolici (1,02%)
     Necunoscută (27,27%)
     Alte religii (3,54%)
Conform recensământului din 2011, orașul Budakalász avea 10.044 de locuitori. Din punct de vedere etnic, majoritatea locuitorilor (92,92%) erau maghiari, existând și minorități de germani (2,72%) și sârbi (1,07%). Apartenența etnică nu este cunoscută în cazul a 1,8% din locuitori. Nu există o religie majoritară, locuitorii fiind romano-catolici (36,63%), persoane fără religie (19,0%), reformați (11,14%), atei (2,41%), luterani (1,53%) și greco-catolici (1,02%). Pentru 27,27% din locuitori nu este cunoscută apartenența confesională.